# Stor-Berlin
Stor-Berlin (ty.: Groß-Berlin) er en betegnelse for det Berlin, der skabtes i 1920 ved en sammenlægning af det oprindelige Berlin med en række yderområder og forstæder, deriblandt flere selvstændige byer. Gennem lovene Gesetz über die Bildung einer neuen Stadtgemeinde Berlin, de såkaldte Stor-Berlin-love, vedtog den preussiske regering at gøre Berlin til en selvstændig administrativ delstat. Tidligere var Berlin en del af Brandenburg, som omkranser byen. Med etableringen af Stor-Berlin blev det muligt at planlægge på tværs af hele byen – hvilket blandt andet var medvirkende til at Berlin blev et kulturelt centrum i Europa i 1920'erne.
Reformen betød at byens befolkningen øgedes til omkring 4 mio., mens arealet voksede fra 66 km² til 883 km². 
Med etableringen af Stor-Berlin skabtes 20 administrative bydele (Verwaltungsbezirke):
- Fra det gamle Berlin (Alt-Berlin): Mitte, Tiergarten, Wedding, Prenzlauer Berg, Kreuzberg og Friedrichshain.
- Fra de tidligere selvstændige forstæder: Charlottenburg, Spandau, Wilmersdorf, Schöneberg, Neukölln, Köpenick og Lichtenberg.
- Nye områder: Pankow, Reinickendorf, Steglitz, Zehlendorf, Tempelhof, Treptow og Weißensee.

I 2001 blev bydelene reformeret, således at byen i dag består af 12 administrative bydele. Bortset fra mindre ændringer er det dog stadig grænsen for Stor-Berlin, der udgør det moderne Berlins grænse.